# Presidente interino de Colombia
Un Presidente interino de Colombia es una persona que ejerce legítimamente los poderes y deberes del Presidente de la República aunque no ocupe el cargo por derecho propio. Actualmente, existe una línea establecida de sucesión presidencial en la que los funcionarios de la rama ejecutiva asumen responsabilidades presidenciales, si el presidente en ejercicio queda incapacitado, muere, renuncia, es destituido del cargo (por juicio político proferido por la Corte Suprema de Justicia) durante su mandato, o si no hay un presidente electo para la fecha de su investidura.
El vicepresidente asume inmediatamente la presidencia tras la muerte, renuncia o destitución del presidente titular. De manera similar, si un presidente electo muere antes de posesionarse o se niega a hacerlo, el vicepresidente electo jurará el cargo el día de la toma de posesión. Un vicepresidente también puede convertirse en presidente interino si el presidente titular queda incapacitado. Si la presidencia y la vicepresidencia están vacantes, el sucesor es un ministro del gabinete, de acuerdo con el orden de precedencia fijado por la ley, por un lapso de 30 días contados a partir de la ocurrencia de la vacancia presidencial, en el que el Congreso deberá reunirse para elegir a un nuevo vicepresidente, del mismo partido o movimiento del mandatario fallecido, destituido, incapacitado o cesante, para que ocupe el cargo por el resto del período en curso. Desde la entrada en vigencia de la Constitución de 1886 y la posterior proclamación de la Constitución de 1991, diecinueve personas, entre vicepresidentes y designados, han ejercido como presidentes interinos.
| Presidente interino         | Inicio del reemplazo     | Fin del reemplazo        | Presidente sustituido   |
| --------------------------- | ------------------------ | ------------------------ | ----------------------- |
| José María Campo            | 7 de agosto de 1886      | 7 de enero de 1887       | Rafael Núñez            |
| Eliseo Payán                | 5 de enero de 1887       | 4 de junio de 1887       | Rafael Núñez            |
| Eliseo Payán                | 12 de diciembre de 1887  | 8 de febrero de 1888     | Rafael Núñez            |
| Carlos Holguín Mallarino    | 7 de agosto de 1888      | 7 de agosto de 1892      | Rafael Núñez            |
| Miguel Antonio Caro         | 7 de agosto de 1892      | 7 de agosto de 1898      | Rafael Núñez            |
| Antonio Basilio Cuervo      | 16 de enero de 1893      | 17 de enero de 1893      | Miguel Antonio Caro     |
| Guillermo Quintero Calderón | 12 de marzo de 1896      | 17 de marzo de 1896      | Miguel Antonio Caro     |
| Euclides de Angulo          | 9 de marzo de 1908       | 14 de abril de 1908      | Rafael Reyes            |
| Jorge Holguín               | 9 de junio de 1909       | 4 de agosto de 1909      | Rafael Reyes            |
| Ramón González Valencia     | 4 de agosto de 1909      | 7 de agosto de 1910      | Rafael Reyes            |
| Jorge Holguín               | 11 de noviembre de 1921  | 7 de agosto de 1922      | Marco Fidel Suárez      |
| Carlos Lozano               | 9 de octubre de 1942     | 19 de octubre de 1942    | Alfonso López Pumarejo  |
| Darío Echandía              | 19 de octubre de 1943    | 16 de mayo de 1944       | Alfonso López Pumarejo  |
| Alberto Lleras Camargo      | 7 de agosto de 1945      | 7 de agosto de 1946      | Alfonso López Pumarejo  |
| Roberto Urdaneta Arbeláez   | 5 de noviembre de 1951   | 13 de junio de 1953      | Laureano Gómez          |
| Gabriel París Gordillo      | 30 de julio de 1955      | 3 de agosto de 1955      | Gustavo Rojas Pinilla   |
| José Antonio Montalvo       | 6 de agosto de 1963      | 8 de agosto de 1963      | Guillermo León Valencia |
| Rafael Azuero Manchola      | 21 de julio de 1973      | 24 de julio de 1973      | Misael Pastrana         |
| Indalecio Liévano Aguirre   | 20 de septiembre de 1975 | 24 de septiembre de 1975 | Alfonso López Michelsen |
| Víctor Mosquera Chaux       | 3 de febrero de 1981     | 11 de febrero de 1981    | Julio César Turbay      |
| Carlos Lemos Simmonds       | 14 de enero de 1998      | 24 de enero de 1998      | 'Ernesto Samper         |